# الیاس شاه
حاجی الیاس معروف به شمس الدین الیاس شاه (بنگالی: শামসুদ্দীন ইলিয়াস শাহ) بنیان‌گذار سلطان‌نشین بنگال و دودمان الیاس‌شاهی بود. این دودمان با یک فاصله ۲۱ ساله در اوایل قرن پانزدهم که توسط دودمان گانشا در حکومتشان افتاد، مجموعاً به مدت ۱۴۵ سال (۱۳۴۲–۱۴۸۷) حکومت کردند.
الیاس شاه در سیستان به دنیا آمد. او فردی پیرو مذهب سنی بود، که به مقاماتی سلطان‌نشین دهلی رسید. در اوایل قرن چهاردهم، سلطان نشین دهلی، بنگال را به سه استان با مرکزیت شهرهای ساتگائون در بنگال جنوبی، سونارگائون در بنگال شرقی و لاخنائوتی در بنگال شمالی تقسیم کرد. هدف این کار، بهبود تسلط ضعیف دهلی بر منطقه بنگال بود. سپس الیاس شاه به فرمانداری ساتگان منصوب شد. در اواسط قرن چهاردهم، فرمانداران این سه شهر اعلام استقلال کردند. سپس این سه شهر، شروع به جنگ و درگیری با یکدیگر کردند. الیاس شاه سرانجام توانست، حاکم لاخنائوتی، علاءالدین علی شاه، و حاکم سونارگائون، اختیار الدین قاضی شاه را شکست دهد. او بنگال را به یک سلطان‌نشین مستقل تبدیل کرده، سپس پایتخت خود را در شهر پاندوآ تأسیس کرد.
پس تأسیس سلطان‌نشین بنگال، الیاس جنگی را علیه سلطان‌نشین دهلی به راه انداخت تا آن‌ها استقلال بنگال را بپزیرند. او به سراسر شهرهای بخش شرقی شبه قاره حمله کرده و اولین حاکم مسلمانی شد که به دره کاتماندو حمله می‌کرد.

## زندگی شخصی
او اصالتاً ترک بود در مورد این‌که آیا الیاس در سیستان به دنیا آمده‌است یا نه، دیدگاه‌های متناقضی وجود دارد، اگرچه اتفاق نظر وجود دارد که منشأ او قطعاً در منطقه سیستان در شرق ایران امروزی و جنوب افغانستان است. به گفته Syed A M R Haque، این پیشینیان او بودند که برای اولین بار به عنوان مبلغان مسلمان به شبه قاره آمدند و در سال ۱۲۲۷ توسط سلطان نشین دهلی در بنگال به خانواده او یک جاگیر اعطا شد. الیاس یک مسلمان سنی مذهب بود.
بر اساس روایتی از دورگاچاندرا سانیال، او در راه سونارگان بود که با یک بیوه برهمن بنگالی از باجرایوگینی، بیکرامپور که اسلام را پذیرفته بود و نام فیلوماتی بیگم را به خود گرفته بود، ازدواج کرد، و بعداً صاحب دو پسر و چند دختر شدند. که شاهزاده سکندر یکی از آن‌ها بود. سانیال می‌افزاید که این ازدواج در ابتدا مورد اعتراض برهمین‌های طبقه بالا قرار گرفت، زیرا ازدواج مجدد بیوه‌ها در هندوئیسم مجاز نبود. با این وجود، الیاس نکاح را انجام داد، زیرا نمی‌توانست اجازه دهد که دختر به عنوان یک طرد شده در جامعه خود زندگی کند یا به فحشا بیفتد. این روایت توسط دینش چاندرا سن تأیید شده، با این حال، بسیاری از مورخان مشهور مانند آر دی بانرجی و احمد حسن دانی، روایت سانیال را رد کرده‌اند، زیرا هیچ منبع تاریخی به جز نقل قول‌هایی از «میر فرازند حسین» که در تواریخ مسلمانان برای تاریخ هند آمده برای آن وجود ندارد. دانی روایت سانیال را تخیلی و صرفاً تلاشی برای تجلیل از تاریخ سانیال و بهادری برهمن وارندرا می‌داند. بانرجی این سؤال را مطرح کرد که آیا سانیال قبل از نوشتن کتابش تاکنون کتاب‌های تاریخی قبلی را خوانده‌است زیرا اشتباهات متعددی در مورد اعضا و تاریخ دودمان الیاس‌شاهی داشته‌است. عبدالکریم نیز با استناد به نالینی کانتا باتاسالی، اشاره می‌کند که الیاس براساس سنت با یک زن هندو ازدواج کرد، البته نامی فیلوماتی نمی‌برد.

## اتحاد بنگال

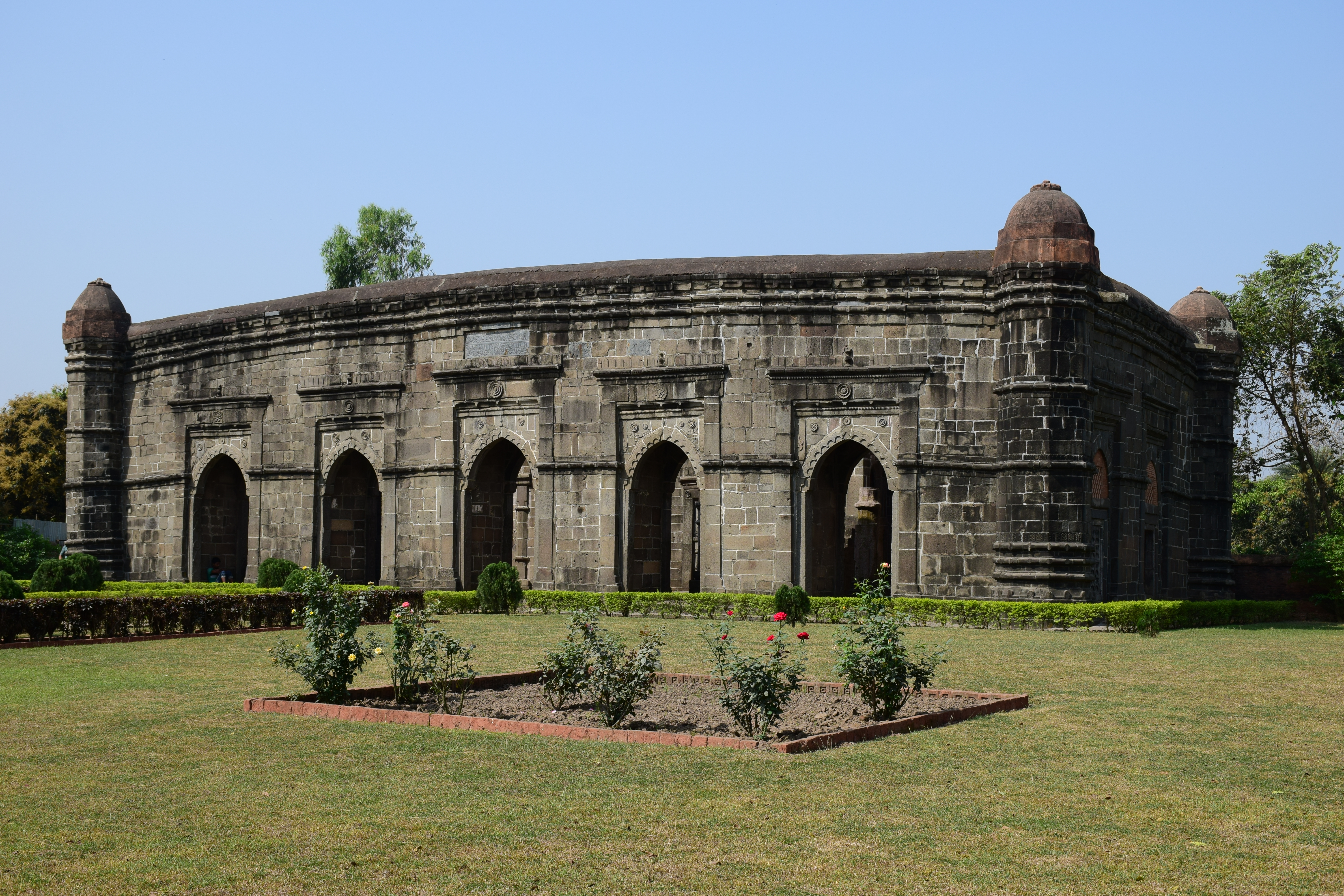
یک مسجد سابق در پاندوآ، جایی که الیاس شاه پایتخت بنگال را تأسیس می‌کند.

الیاس زیر نظر سلطان‌نشین دهلی فعالیت می‌کرد، البته مشخص نیست که آیا او از ابتدا در بنگال بوده‌است یا خیر. برخی ادعا می‌کنند که الیاس، در اصل در دهلی بود و پس از بروز مشکلاتب به بنگال نقل مکان کرد، در عین حال برخی نیز ادعا می‌کنند که خانواده او مدت‌ها قبل به بنگال مهاجرت کرده بودند. براساس دانشنامه بنگال، الیاس در ابتدا در دستگاه ملک فیروز در دهلی بود. با این وجود، الیاس در نهایت زیر نظر عزالدین یحیی، فرماندار استان ساتگائون در بنگال جنوبی امروزی فعالیت می‌کرد.
پس از مرگ یحیی در سال ۱۳۳۸، الیاس خود را به عنوان سلطان مستقل ساتگائون و با لقب شمس الدین معرفی کرد. او سپس جنگی طولانی از سال ۱۳۳۹ تا ۱۳۵۲ را علیه سلطان علاءالدین علی شاه لاخنائوتی (در بنگال شمالی) و سلطان اختیار الدین قاضی شاه سونارگاون (در بنگال شرقی) به راه انداخت. الیاس پس از فتح لاخنائوتی و سونارگاون به ترتیب در سال‌های ۱۳۴۲ و ۱۳۵۲ به پیروزی رسید. او سپس از طریق اتحاد این مناطق، سلطان‌نشین بنگال را در سال ۱۳۵۲ تأسیس کرد و پایتخت خود را به پاندوآ، که چندان از لاخنائوتی دور نبود و در شمال بنگال قرار داشت منتقل کرد. این منطقه پایتخت سابق پادشاهان گور و امپراتوران پالا بود. پس از این، این قلمرو را با نام «بنگاله» یا «ملک بنگله» می‌شناختند. در زمان تصدی وی به او «شاه بنگله» می‌گفتند و مردم ساکن در این منطقه را نیز «بنگالی» می‌نامیدند.

## حکومت
الیاس شاه نگرش برابری طلبانه‌ای نسبت به رعایای خود داشت. دولت او به دلیل برابری و پذیرش اعضایی از جوامع مختلف مذهبی، کاست‌ها، اجتماع‌ها و قوم‌ها معروف بود. او مردم بنگال را زیر یک پرچم و سازمان سیاسی، اجتماعی و زبانی جمع کرد، که به زبان بنگالی، سخن می‌گفتند. این منطقه پذیرای مهاجرانی از سراسر جهان اسلام، از جمله هندی‌های شمالی، ترک‌ها، ابیشیان، عرب‌ها و فارسی‌زبانان بود.

## فعالیت‌های نظامی
او به عنوان فرمانروای ساتگائون، اولین ارتش مسلمانان را به نپال رهبری کرد. او ابتدا منطقه تیرهوت را اشغال کرده و سپس که آن را به دو قسمت تقسیم کرد. بخش شمالی رودخانه بودی گانداکی به راجا کامشوار تاکور از دودمان اوینی‌وار بازگردانده شد، در حالی که الیاس قسمت جنوبی را برای خود نگه داشت که از بگوسرای تا نپال ترای امتداد داشت. مرکز آن در روستای اوکاکالا (که بعداً به افتخار او حاجیپور شناخته شد) قرار داشت، الیاس در آن‌جا قلعه بزرگی ساخته و شهری تأسیس کرد. سپس الیاس با ارتش خود از میان دشت‌های ترای به دره کاتماندو که توسط جایا راجا دوا اداره می‌شد، رفت. ارتش او معبد سویامبونات را غارت کرده و شهر کاتماندو را به مدت سه روز غارت کردند و با غنایم فراوان به بنگال بازگشتند.
الیاس سپس به اوریسا حمله کرد که توسط بانودووا دوم از سلسله گانگا شرقی اداره می‌شد. او بیشتر جاجپور، کوتاک را غارت و تا دریاچه چیلیکا پیش رفت. معبد جاگانات نیز در طول این تهاجم مورد غارت قرار گرفت. او همچنین مبارزات موفقیت‌آمیزی را علیه پادشاهی کاماروپا در آسام امروزی رهبری کرد و اولین پادشاه مسلمانی بود که گوآهاتی را تصرف کرد.
در نوامبر ۱۳۵۳ سلطان دهلی فیروزشاه تغلق حمله به بنگال را آغاز کرد. ارتش او پاندوآ را اشغال کرد. الیاس و نیروهایش به سمت قلعه اکدالا عقب‌نشینی کردند. سلطان دهلی به مدت دو ماه این قلعه را محاصره کرد. سپس نیروهای دهلی به عقب‌نشینی کردند. الیاس نیز تعقیب ارتش دهلی را آغاز کرد و تا بنارس پیش رفت. ارتش دهلی به شدت به مقابله پرداخت. فیروزشاه در سال ۱۳۵۵ به دهلی بازگشت. الیاس بار دیگر کنترل بنگال را به دست گرفت و قلمرو او تا رودخانه کوشی گسترش یافت.
گستره لشکرکشی‌های الیاس، از جمله تسخیر مراکز مهم فرهنگی هند، در فضای هند آن زمان «تسخیر جهان» تلقی می‌شد. این امر باعث شد که او را به همان شیوه علاءالدین خلجی به «اسکندر دوم» لقب دهند.

## مرگ
الیاس در ژانویه ۱۳۵۸ درگذشت و در اوکاچالا به خاک سپرده شد. به افتخار تلاش‌های او در استحکامات و شهرسازی اوکاکالا، نام شهر را به حاجی‌پور (شهر حاجی‌ها) تغییر دادند. در زمان پادشاه گورکانی، اکبر، والی بیهار سعید خان، برادر مخصوس شاه، در سال ۱۵۸۷ یک مسجد جامع در قلعه الیاس شاه ساخت. این مقبره مورد احترام مسلمانان و هندوها است و هر سال، مراسم او یک ملا برگزار می‌کند.